# Pakito
Pakito, właściwie Julien Ranouil (ur. 26 stycznia 1981) – francuski DJ i producent muzyczny tworzący w gatunku Euro House.
Popularność zdobył dzięki coverowi utworu Living on Video grupy Trans-X. Przez długi czas utwór ten znajdował się na listach przebojów, gdzie przez ponad trzy miesiące zajmował pierwsze miejsce. Również na liście najlepiej sprzedających się singli znalazł się na pozycji lidera. Album Video ukazał się także w USA 8 listopada 2006 roku. Pakito tworzy także pod pseudonimem Karlux.

## Dyskografia

### Albumy
- Video (2006)

1. Start Me
2. Living On Video
3. You Wanna Rock
4. Moving On Stereo
5. Funky Groove
6. A Night To Remember
7. Are U Ready?
8. Blue Moon City
9. I Do It Again
10. Make Love
11. Online Alert
12. My Favourite Club
13. Living On Video (Noot’s Vocal Mix)

### Single
- 2006: Living On Video
- 2006: Moving On Stereo
- 2007: Are U Ready?
- 2008: The Riddle (nagrany pod pseudonimem Karlux)
- 2008: Electro Music
- 2009: Living On Video 2.9
- 2009: Harmony
- 2009: Philosophy

### Remiksy
- Club Sound – David Kane
- Don’t Stop Till You Get Enough – Eliess
- Blue Monday – 2 Touch
- The Riddle – Nik Kershaw
- Kiss Me Again – Roy Bee